# Farooq Abdullah

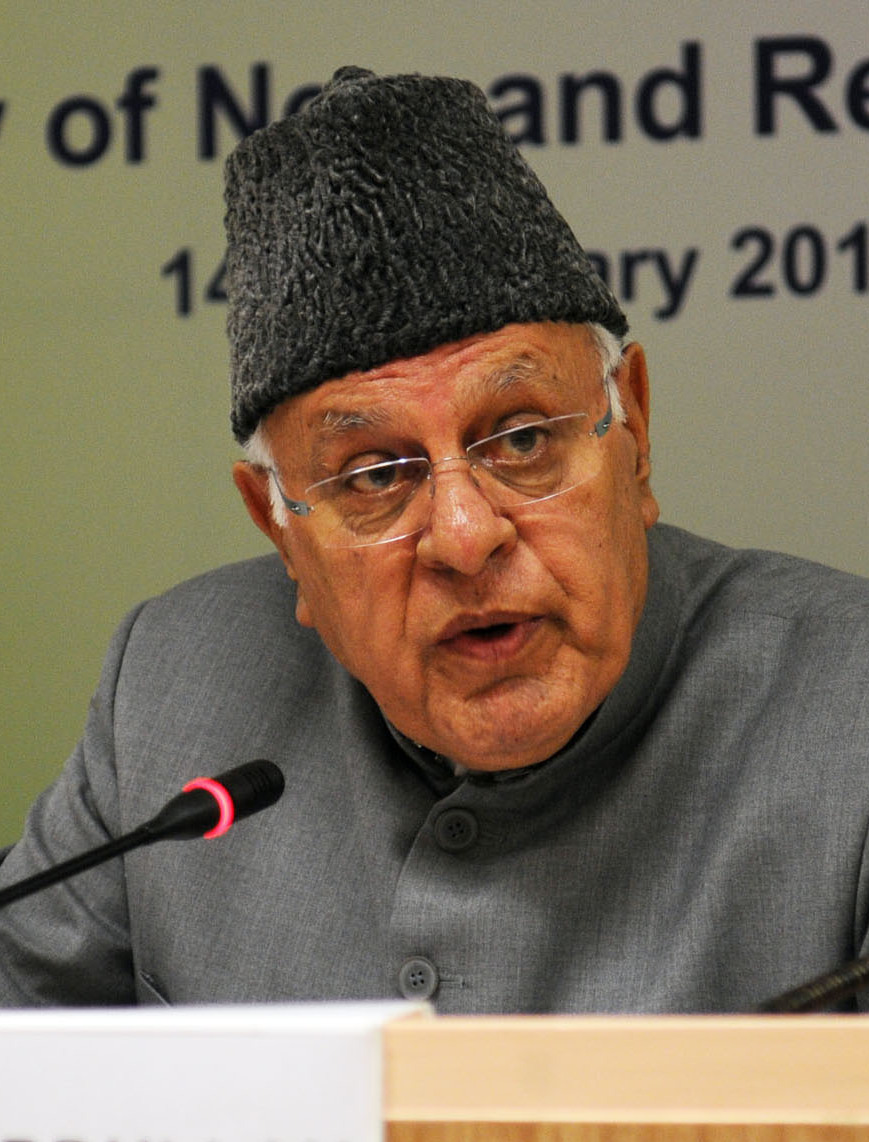
Farooq Abdullah

Farooq Abdullah (* Soura, Jammu y Cachemira, India, 1936 - ), es un médico y político indio. Primer ministro de Jammu y Cachemira. 

## Biografía
Farooq Abdullah nació en Soura, Jammu y Cachemira, India en 1936. Hijo del Sheik Mohammed Abdullah. Estudió medicina logrando un doctorado en la Universidad de Delhi.
Siempre defendió la autonomía de su estado natal y ha abogado por la línea de control contra las incursiones del ejército de Pakistán. Presidente de la Conferencia Nacional de Srinagar (1981) y Jefe de Ministros de Jammu y Cachemira (1982-1984). Su gobierno fue depuesto tras negarse a entrar en alianza con el Partido del Congreso Nacional Indio. 
Desde entonces fue uno de los opositores más férreos del partido oficialista. Reinició revueltas contra la administración de Indira Gandhi y formó el Frente de Liberación de Jammu y Cachemira, intentando lograr la total independencia del estado. 
Esta actividad insurgente la valió mayor popularidad en el estado, pero tras una alianza con el Partido del Congreso Nacional Indio, accedió nuevamente a la jefatura de gobierno de Jammu y Cachemira, en 1986, debiendo retraerse de sus actividades de insurgencia y buscar la independencia por la vía diplomática, cuestión que no se logra hasta el día de hoy.
Sin embargo, a pesar de la alianza, otros políticos cachemiros denunciaron las elecciones como fraudulentas, lo que le hizo perder credibilidad al nuevo gobierno. En esta nueva administración creó un grupo especial de trabajo de la policía cachemira, donde se expondrían las violaciones a los derechos humanos. 
Mantuvo el cargo reelegido en 1990 y 1996, siendo vencido en 2002. Hoy se mantiene aún en la política activa de Cachemira, asesorando a su hijo, Omar Abdullah, actual primer ministro del estado himalayo.